# Balogunyom
Balogunyom (horvátul: Balogujamba) község Vas vármegyében, a Szombathelyi járásban.

## Fekvése
A Gyöngyös-sík déli részén fekszik, a Sorok-patak mellett, a megyeszékhely,Szombathely déli szomszédságában, a város központjától 8 kilométerre.
A további, közvetlenül határos települések: északkelet felől Táplánszentkereszt, kelet felől Sorkikápolna, délkelet felől Sorokpolány, dél felől Kisunyom, nyugat felől pedig Ják.
Különálló településrészei: Balogfa a belterület nyugati, Nagyunyom a délkeleti és Héraháza az észak-északkeleti részén.

### Megközelítése
Legfontosabb közúti megközelítési útvonala a 86-os főút, mely végighúzódik a területén, nagyjából dél-északi irányban. A főútból a központjában (pontosabban Balogfa településrész keleti szélén) ágazik ki nyugat felé a Jákra vezető 8712-es út, illetve ugyanott, keleti irányban a Nagyunyom központjáig húzódó 87 116-os számú mellékút.
Vonattal a Szombathely–Szentgotthárd-vasútvonalon érhető el, amelynek egy megállási pontja van itt. Ják-Balogunyom vasútállomás Balogfa lakott területének nyugati szélén helyezkedik el, a másik névadó település, Ják központjától 4,5 kilométerre keleti irányban; közúti elérését a 8712-es útból kiágazó 87 312-es számú mellékút (települési nevén Vasút utca) biztosítja.

## Története
Balogfát egykori Balog nevű birtokosáról nevezték el. Nagyunyom neve a szláv Unin személynévből ered.
Nagyunyomot ismert okleveles forrásokban 1318-ban említik először, Vnon alakban, Balogfát pedig 1356-ban, Bolkfalua néven. A későbbiekben Balogfa 1456-ban, 1476-ban és 1485-ben Balogfalva néven szerepel. Nagyunyomot 1340-ben Hunyan, 1346-ban Eghazas Vnyan, 1356-ban és 1410-ben Vnyan, 1430-ban Wnyan, 1434-ben Posavnyan, 1468-ban Posa Wnyan és Posa Wnym, 1480-ban Naghwnyan néven említik írott források. Ősi birtokosa az Unyani család volt.

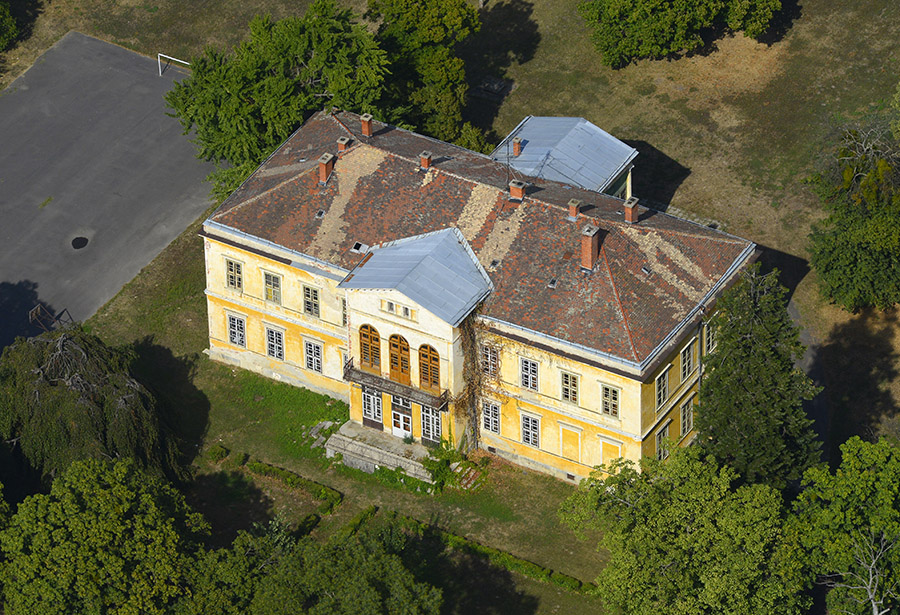
A Sényi-kastély légi fotón

1549-ben Balogfa birtokosa az Ányos, Nagyunyomé az Akacs család volt. 1697-98-ban Balogfának 81, Héraházának 51, Nagyunyomnak 169 lakosa volt. 1787-ben, az első népszámláláskor Balogfán 30, Héraházán 13, Nagyunyomban 45 ház állt, birtokosai a Zanathy, a Gindli és a Zobothin családok voltak.
Vályi András szerint "BALOGFA. Magyar falu Vas Vármegyében, birtokosai Zanóthi, Győrfi, és Geszti Nemes Urak, lakosai katolikusok, fekszik a’ Kőszegi járásban. Határbéli földgye termékeny, legelője elég, szőleje nintsen, mindazáltal más jó tulajdonságaira nézve, első Osztálybéli. Nagy-Únyom földes Urai több Urak, lakosaik katolikusok; Nagy-Únyom Kis-Unyomnak filiája; határbéli földgyeik középszerűek."
1836-ban Balogfán a Győrffi, a Zanathy és a Geszti családok mellett több birtokos is volt. Héraházán a Gindli, Nagyunyomban a Szegedy, a Vajda, az Eörsy és a Misky családok voltak a főbb birtokosok.
Fényes Elek szerint "Balogfa, magyar falu, Vas vármegyében, Szombathelytől 1 1/2 óra, 148 katholikus lakossal. Róna határ. F. u. Győrffy, Zanathy, Geszty stb. Nagy-Unyom, magyar falu, Vas vmegyében, közel az elébbeni helységhez: 380 kath., 38 ref. lak. Róna határa igen termékeny. Sok birkát tenyészt. F. u. Szegedy, Sényi, Miskey, Vajda, Örsy, s m. t. Héraháza, magyar falu, Vas vmegyében, a Sorok mellett, 89 kath. lak. F. u. Grueber József. Ut. p. Szombathely."
Vas vármegye 1898-ban kiadott monográfiájában "Balogfa, 33 házzal és 312 r. kath. és ág. ev. magyar lakossal. Postája és távírója Kis-Unyom. Itt van Borsics Béla földbirtokos csinos emeletes kastélya és szép parkja. A kastélyt Gotthard Éva építtette a mult század végén; jelenlegi alakját a 80-as években nyerte. A Győrfy –, Zanathy – és Geszty -családok voltak földesurai."

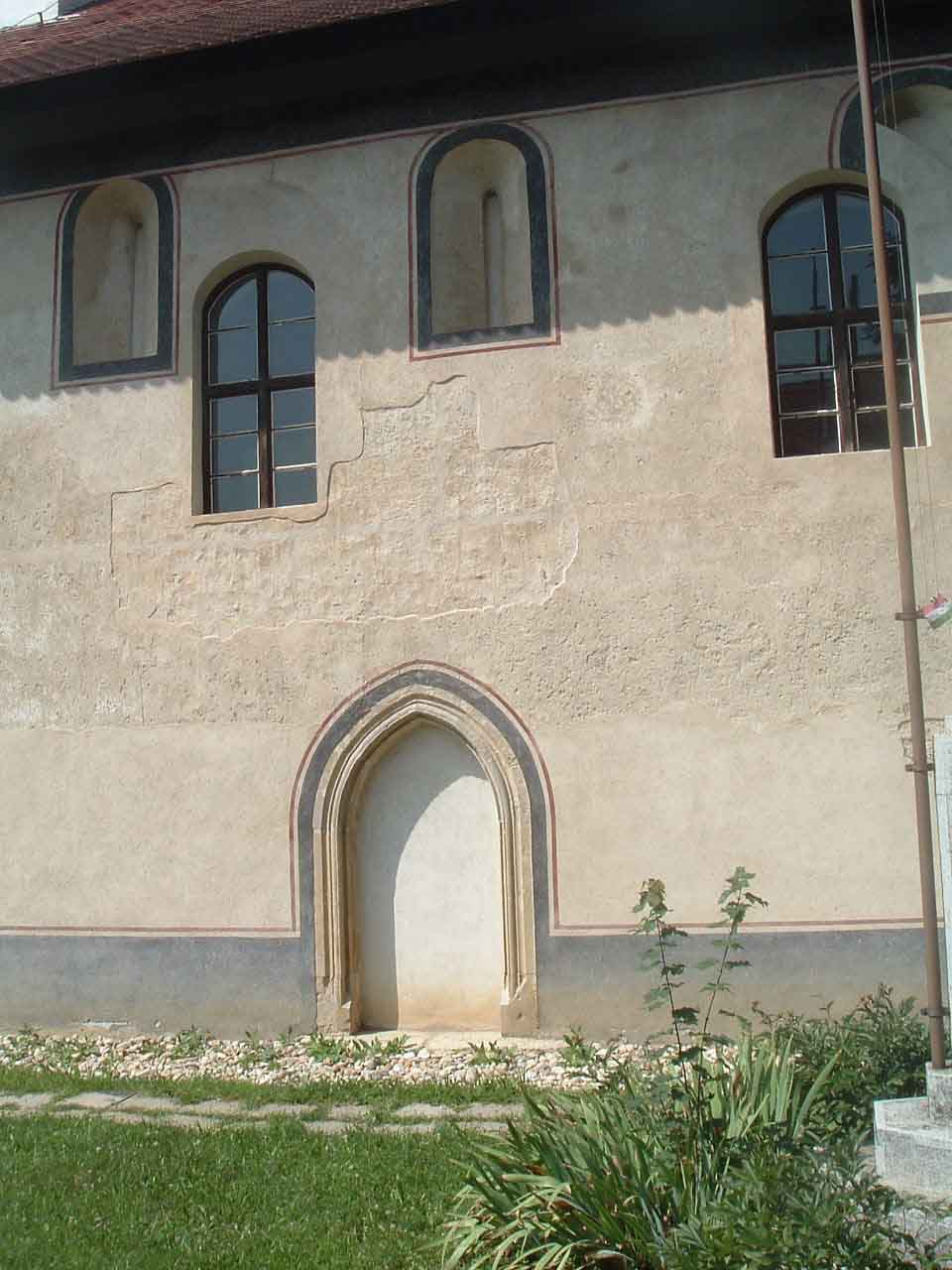
A déli oldalon jól látszanak a templom feltárt román kori jegyei

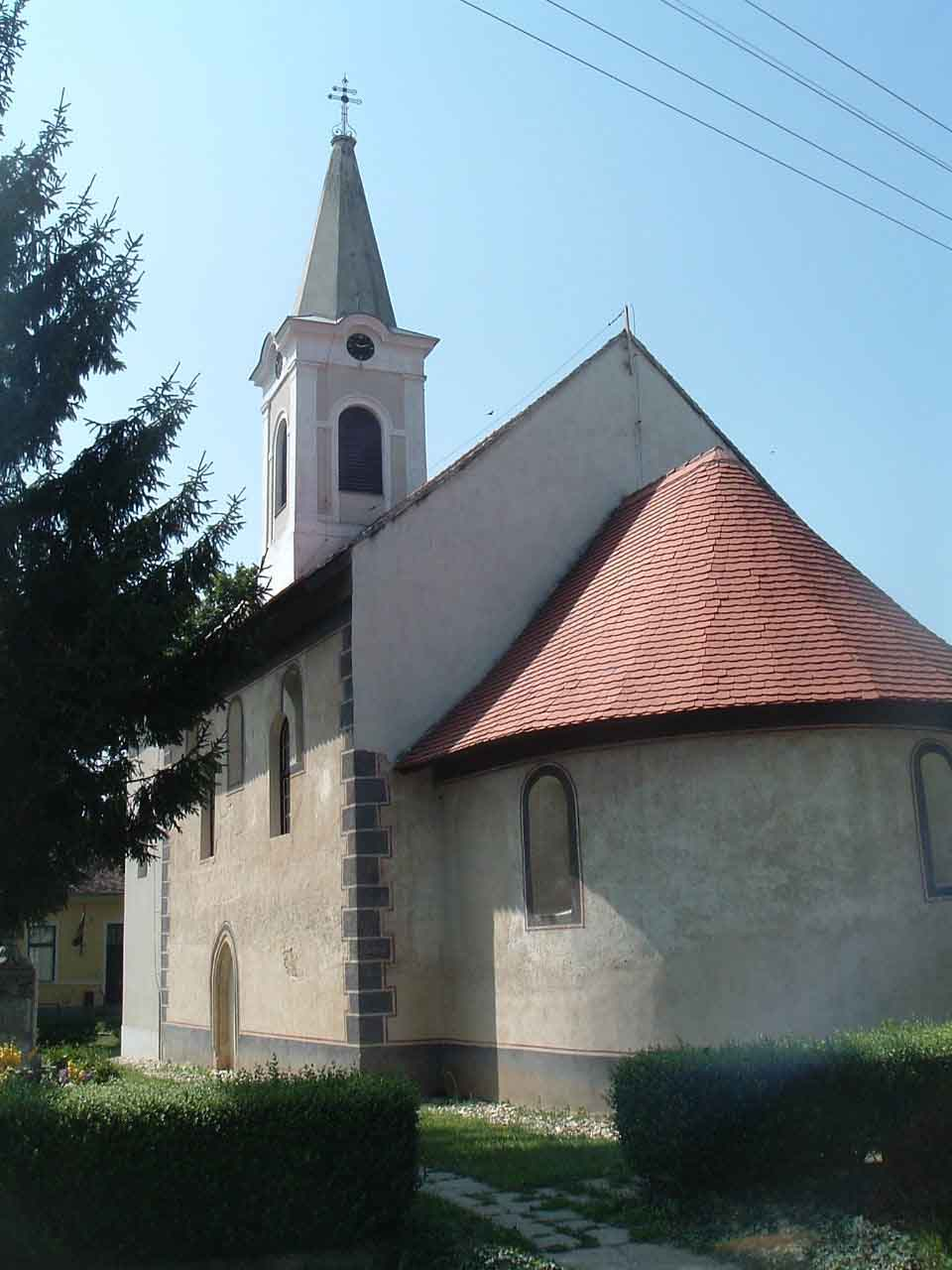
A nagyunyomi római katolikus templom

"Nagy-Unyom a Perint patak mellett fekvő magyar község, 49 házzal és 469 r. kath., ág. ev. és ev. ref. lakossal. Postája és távírója Kis-Unyom. Kath. temploma állítólag a szombathelyi vár köveiből épült és nagyon régi. Sokan ide teszik a szombathelyi vár helyét és a falu közepén levő fúrt alagut, továbbá az a körülmény, hogy ásás vagy földhányás alkalmával gyakran bukkannak régi, czement keménységű ragasszal összerótt és terméskövekből álló falakra, ez állítást valószinűvé teszi."
Héraházát már a 19. században Balogfához csatolták. 1910-ben Balogfának 404, Nagyunyomnak 372 magyar lakosa volt. A mai település 1949. január 1-jén jött létre Balogfa és Nagyunyom egyesítésével.

## Közélete

### Polgármesterei
- 1990–1994: Leibinger Gyula (független)[8]
- 1994–1998: Németh Ottó (független)[9]
- 1998–2002: Németh Ottó (független)[10]
- 2002–2006: Németh Ottó (független)[11]
- 2006–2010: Németh Ottó (független)[12]
- 2010–2014: Németh Ottó László (független)[13]
- 2014–2019: Márfi Ernőné Kiss Anita Katalin (független)[14]
- 2019–2024: Tarsoly Alfonz (független)[15]
- 2024– : Tarsoly Alfonz (független)[1]

## Népesség
A település népességének változása:
| Lakosok száma | 1124 | 1106 | 1154 | 1096 | 1131 | 1076 | 1069 |
|               | 2014 | 2015 | 2019 | 2021 | 2022 | 2023 | 2024 |

A 2011-es népszámlálás során a lakosok 87,1%-a magyarnak, 1,6% németnek, 0,6% horvátnak mondta magát (12,9% nem nyilatkozott; a kettős identitások miatt a végösszeg nagyobb lehet 100%-nál). A vallási megoszlás a következő volt: római katolikus 68,8%, református 1,1%, evangélikus 1,8%, felekezet nélküli 4,3% (22,5% nem nyilatkozott).
2022-ben a lakosság 88,5%-a vallotta magát magyarnak, 1,9% németnek, 0,6% horvátnak, 0,2% cigánynak, 0,1% szlováknak, 1,7% egyéb, nem hazai nemzetiségűnek (11,3% nem nyilatkozott; a kettős identitások miatt a végösszeg nagyobb lehet 100%-nál). Vallásuk szerint 51,5% volt római katolikus, 1,1% református, 0,8% evangélikus, 0,2% görög katolikus, 2,5% egyéb keresztény, 0,4% egyéb katolikus, 4,7% felekezeten kívüli (38,6% nem válaszolt).

## Nevezetességei
- A nagyunyomi római katolikus templom 12. századi eredetű, középkori freskókkal. Mindenszentek tiszteletére szentelték.
- A Sényi-kastélyt 1842 körül Sényi Gábor építtette, aki I. Ferenc József császár-királytól bárói címet, s családja nagyunyomi előnevet kapott.
- Az Akacs-kastélyt Balogfán korábbi földszintes kúriaépület felhasználásával özv. Akats (Akacs) Gáborné Nirobosz Terézia építtette 1826-ban klasszicista stílusban. Jelenlegi alakját az 1880-as években dr. Borsits (Borsics) Béla tulajdonlása alatt nyerte. Leghíresebb tulajdonosa Akacs Mihály volt (róla utcát neveztek el Balogunyomban és Szombathelyen is).
- Borsics-kastély
- Gotthard-kastély